# Noregs vaapen
Noregs vaapen är det femte fullängds studioalbumet av det norska black metal-bandet Taake. Albumet utgavs 2011 av skivbolaget Svartekunst Produksjoner.

## Låtförteckning
1. "Fra Vadested til Vaandesmed" – 6:47
2. "Orkan" – 6:17
3. "Nordbundet" – 5:25
4. "Du ville ville Vestland" – 6:51
5. "Myr" – 5:35
6. "Helvetesmakt" – 5:37
7. "Dei vil alltid klaga og kyta" – 10:16

- Text: Hoest (spår 1–6), Ivar Aasen (spår 7)
- Musik: Hoest

## Medverkande
Musiker (Taake-medlemmar)
- Hoest (Ørjan Stedjeberg) – sång, sologitarr, rytmgitarr, basgitarr, trummor

Bidragande musiker
- Lava (Radek Nemec) – sologitarr (spår 3)
- Nocturno Culto (Ted Skjellum) – sång (spår 1)
- Attila Csihar – sång (spår 3)
- Demonaz Doom Occulta (Harald Nævdal) – sång (spår 4)
- V'gandr (Ørjan Nordvik) – sång (spår 4)
- Bjørnar Nilsen – mellotron (spår 1, 5), sång (spår 6)
- Aindiachaí (Adam Michael Philip) – sologitarr (spår 4)
- Gjermund Fredheim – sologitar (spår 4, 5, 7), banjo (spår 5), mandolin (spår 6)
- Thurzur (Jan Atle Lægreid) – sologitarr (spår 7)
- Skagg (Stian Lægreid) – sång (spår 5)

Produktion
- Hoest – producent, foto (som Riksbrodd Hoest M. Winter)
- Bjørnar Erevik Nilsen – ljudtekniker, ljudmix
- Herbrand Larsen – mastering
- H'grimnir (Tom Korsvold) – omslagsdesign, omslagskonst
- Anne Sneisen – omslagskonst
- Jeremy Bernard – foto
- Metalion (Jon Kristiansen) – foto